# Vésigniéite
La vésigniéite è un minerale.